# Empis leucostigma
Empis leucostigma är en tvåvingeart som beskrevs av Mario Bezzi 1905. Empis leucostigma ingår i släktet Empis och familjen dansflugor. Inga underarter finns listade i Catalogue of Life.